# Estannita
L'estannita és un mineral de la classe dels sulfurs. Va ser descoberta l'any 1797 a una mina de Cornualla, Anglaterra, i rep el seu nom del llatí stannum, (estany). Pertany i dona nom al grup estannita de minerals. És un mineral dimorf de la ferrokesterita. Alguns sinònims poc usats són: kassiterolamprita, volfsonita o bolivianita.

## Característiques
És un sulfur de coure, ferro i estany, amb fórmula Cu₂FeSnS₄. Cristal·litza en el sistema tetragonal. Forma una sèrie de solució sòlida amb la kesterita (Cu₂ZnSnS₄), en la qual la substitució gradual del ferro per zinc va donant els diferents minerals de la sèrie. És un mineral dimorf de la ferrokesterita. A més dels elements de la seva fórmula, sol portar com impureses: plata, zinc, cadmi, indi i germani. S'extreu a les mines com mena del metall d'estany.

## Formació i jaciments
Apareix en filons hidrotermals en jaciments de minerals de l'estany, on es forma en una fase posterior i més freda que la cassiterita. També apareix, més rarament, en roques pegmatites. Es sol trobar associada a altres minerals com: calcopirita, esfalerita, tetraedrita, arsenopirita, pirita, cassiterita o wolframita.

## Varietats
Es coneix una varietat anomenada estannita zíncica, una varietat rica en zinc provinent de la mina snowflake, a la Colúmbia Britànica, Canadà.

## Grup de l'estannita
El grup de l'estannita està format per 16 espècies minerals, totes elles sulfurs o selenurs de diversos metalls que cristal·litzen en el sistema cristal·lí tetragonal, així com pel subgrup kesterita. Tots aquests membres posseeixen una estructura que és gairebé idèntica a la de les espècies que pertanyen al grup de l'esfalerita. La fórmula general és A₂DEX₄ on A = Ag, Cu; D = Cu, Ce, Fe, Hg, Zn; E = As, Ge, In, Sb, Se, Sn i S; i X = S, Se.
Les espècies que integren aquest grup, a més a més de l'estannita, són: briartita, černýita, famatinita, ferrokesterita, Ge-estannoidita, hocartita, kesterita (i el subgrup que duu el seu nom), kuramita, luzonita, permingeatita, petrukita, pirquitasita, sakuraiïta, velikita i zincobriartita.